# Luna azul (novela)
Luna Azul(título original en inglés: Blue Moon) es un thriller del autor británico Lee Child. Es la vigésimo primera novela de la saga de Jack Reacher. Fue editada originalmente en 2019 por Delacorte Press. En Argentina y España fue publicada en 2021 por la editorial Blatt & Ríos, con la traducción de Aldo Giacometti.

## Sinopsis
Jack Reacher viaja en autobús durante el peculiar evento astronómico llamado "Luna azul".  Atento, se percata de que un anciano que viaja con él lleva un abultado sobre de dinero en su bolsillo y otro se plantea la posibilidad de robarlo. Por su afán de ayudar al anciano, Reacher se sumerje en una lucha entre bandas criminales rivales que lo obliga poner en uso todo su entrenamiento para esquivar los peligros que le deparan unos usureros que, rápidamente, se convierten en asesinos. 

## Recepción
Según el diario argentino La Nación, "Luna azul muestra con la eficacia y el ritmo habitual a un Reacher que no actúa ni se mueve como un viejo". Publishers Weekly lo caracterizó como "Fascinante" y "Para morderse las uñas". Y, para Kirkus Reviews, la novela es " La mejor de las premisas de Jack Reacher novelas desde hace algún tiempo".